# Liturgusella malagassa
Liturgusella malagassa är en bönsyrseart som beskrevs av Henri Saussure och Leo Zehntner 1895. Liturgusella malagassa ingår i släktet Liturgusella och familjen Liturgusidae. Inga underarter finns listade i Catalogue of Life.